# Adolf Nasavský
Adolf Nasavský (cca 1250 – 2. července 1298 Göllnheim) byl původně nasavský hrabě (1276–1298) a v letech 1292–1298 římskoněmecký král.

## Život
Adolf byl druhým synem nasavského hraběte Walrama II. a Adély, dcery hraběte Dětmara IV. z Katzenelnbogenu. Roku 1271 se Adolf oženil s Imaginou z Limburgu a zplodil s ní osm potomků. Podle pověsti šlo o sňatek z lásky.
Římský král Rudolf I. Habsburský zemřel 15. července 1291 ve Špýru, kde byl také pohřben. Po jeho smrti převzal správu říše dočasně rýnský falckrabě Ludvík. Nastalé situace využil český král Václav II. a při jednání s říšským správcem se mu podařilo získat Chebsko, jež mělo pro české země důležitou strategickou a ekonomickou polohu. Na podzim 1291 Václav získal podporu saského vévody Albrechta II. a braniborského markraběte Oty Dlouhého. Oba kurfiřti proklamovali své rozhodnutí následovat ve věci volby nového krále rozhodnutí českého panovníka. Padly i pochybnosti ohledně volby Albrechta, syna Rudolfa Habsburského, který se pro pošlapávání svobod šlechty ve svých zemích netěšil v říši velké popularitě. Jeho pozice také podkopávala povstání proti habsburské vládě v Rakousích a Štýrsku, i když ta dokázal s úspěchem potlačit. Taktéž útok uherského krále Ondřeje III. skončil nezdarem. Větších úspěchů dosáhly až tři alpské oblasti Uri, Schwyz a Unterwalden, jež se spojenými silami dokázaly Habsburkům ubránit. Tyto země posléze stály u zrodu dnešního Švýcarska.
Zpočátku i celková politická situace v říši nasvědčovala tomu, že Albrecht skutečně římským králem zvolen bude. Samotná volba proběhla ve Frankfurtu nad Mohanem v dubnu 1292. Václava II. zde zastupoval Bernard z Kamence doprovázený předními velmoži království – Hynkem z Dubé, Dobešem z Bechyně a Albrechtem ze Žeberka. Jednání ovšem neprobíhala tak přímočaře, jak prohabsburská strana očekávala, protože část kurfiřtů ovlivněná českými vyslanci se vyslovila proti Albrechtově zvolení.
Spory mezi kurfiřty měly být vyřešeny předáním všech hlasů do rukou mohučského arcibiskupa. Ten pak k překvapení prohabsburského falckraběte Ludvíka, jenž očekával podporu habsburské strany, zvolil novým králem hraběte Adolfa Nasavského. Zde zapůsobily předchozí dohody mohučského duchovního s kolínským arcibiskupem a kurfiřtem Siegfriedem, jenž Adolfa s pomocí dalšího kurfiřta, trevírského arcibiskupa Bohemunda, na místo nového krále prosadil. Adolf Nasavský pocházel z nevýznamného šlechtického rodu, navíc se nemohl opřít o větší pozemkové domény jako Habsburkové, a byl tedy pro kurfiřty přijatelným kandidátem. Průchodnost volby tohoto nového kandidáta měl zajistit i ozbrojený doprovod, který překvapil další říšská prohabsburská knížata, jež se sjela na místo volby ve slavnostních oděvech.
České diplomatické misi se v této chvíli výměnou za podporu arcibiskupova kandidáta, jež byla v daném okamžiku rozhodující, podařilo docílit významných zisků a privilegií. Především došlo k ujednání sňatku mezi Adolfovým synem a Václavovou dcerou Anežkou. Václav II. si později na králi vymohl, že nebude obsazen prázdný markraběcí trůn v Míšeňsku, zemi ležící po proudu Labe a tedy obchodně významné pro České království, dokud by na něj Václav případně neprokázal své dědické nároky.

### Král svaté říše římské

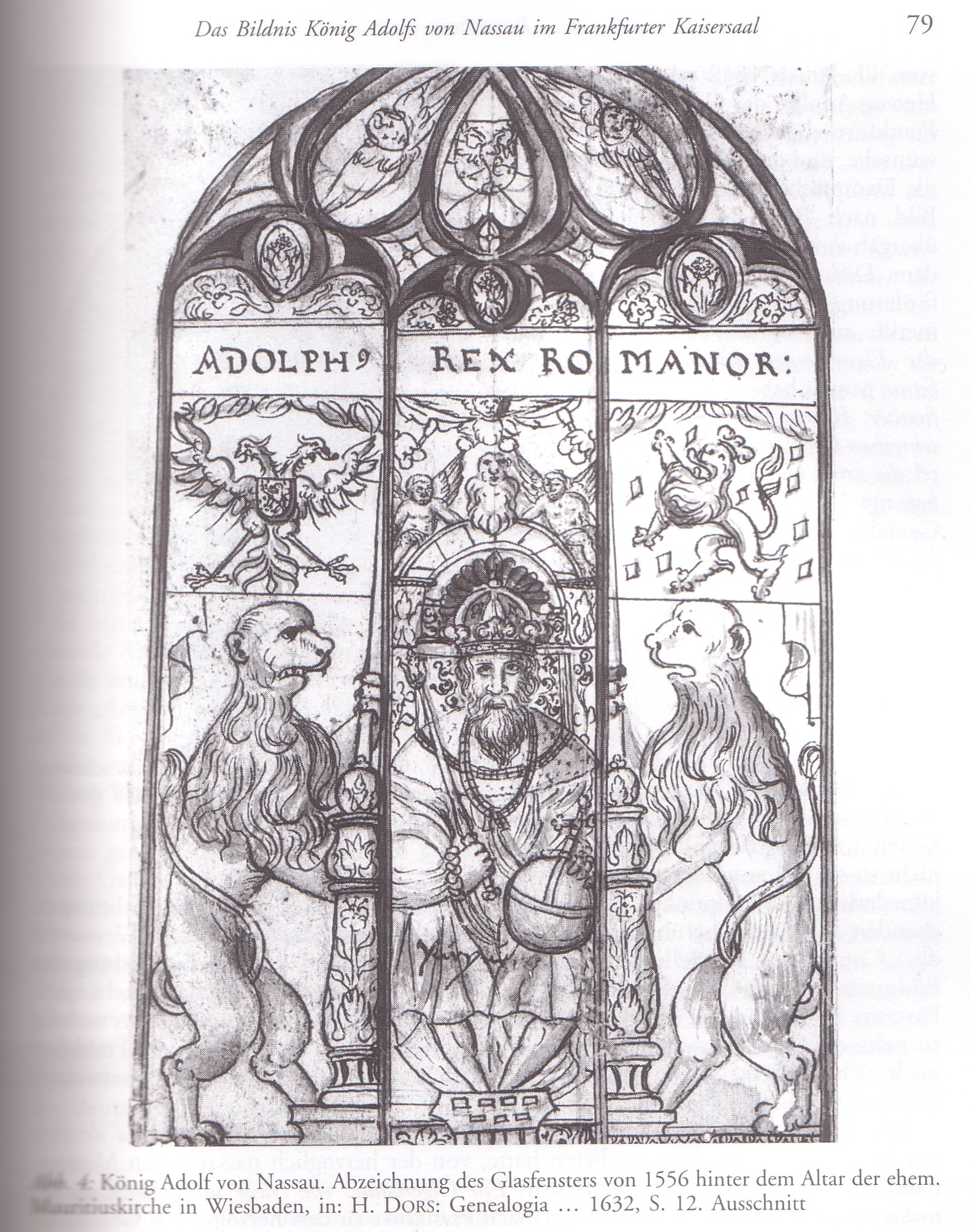
Adolf Nasavský (nákres vitráže z kostela sv. Mauricia ve Wiesbadenu)

Adolf Nasavský neměl větší majetek, díky němuž by mohl vést politiku nezávislou na říšských kurfiřtech a další šlechtě. Proto se rozhodl po vzoru Rudolfa Habsburského získat pro sebe a svůj rod vlastní doménu. Tou se měly stát dvě země dosud v držení rodu Wettinů – Durynsko a Míšeňsko. Při zisku druhé ze zmiňovaných oblastí ovšem do budoucna musel počítat s nároky českého krále, jemuž již dříve míšeňské území přislíbil, dodá-li Václav právní podklady ke svým nárokům. K tomu již došlo za změněné situace, neboť spory mezi Václavem a Albrechtem Habsburským, dřívějším Adolfovým protivníkem, se v letech po Adolfově volbě začaly urovnávat.
Mezitím Adolf Nasavský posiloval své postavení. Od durynského lantkraběte Albrechta Nezdárného odkoupil nároky na Durynsko i Míšeň a proti jeho synům, kteří se proti rozhodnutí svého otce rozhodli bránit se se zbraní v ruce, zorganizoval válečnou výpravu. Původní dohody mezi českým i římským králem nicméně nadále platily. Při další vojenské výpravě roku 1296, během níž se Adolfovi podařilo získat podstatnou část území Albrechtových synů, se Adolf s Václavem sešel v Grünhainu. Znovu přislíbil přezkoumání Václavových nároků na Míšeňsko a zároveň vyslal svého syna Ruprechta Nasavského s českým králem do Prahy, kde byl uzavřen sňatek mezi ním a Václavovou dcerou Anežkou. Ruprecht měl být zároveň jakožto rukojmí zárukou, že k předání Míšně skutečně dojde. Tento plán však ztroskotal, když o několik měsíců později Anežka zemřela. Václava tím nepoutaly k nasavskému rodu žádné svazky a Ruprecht byl odeslán zpět.

### Sesazení z trůnu

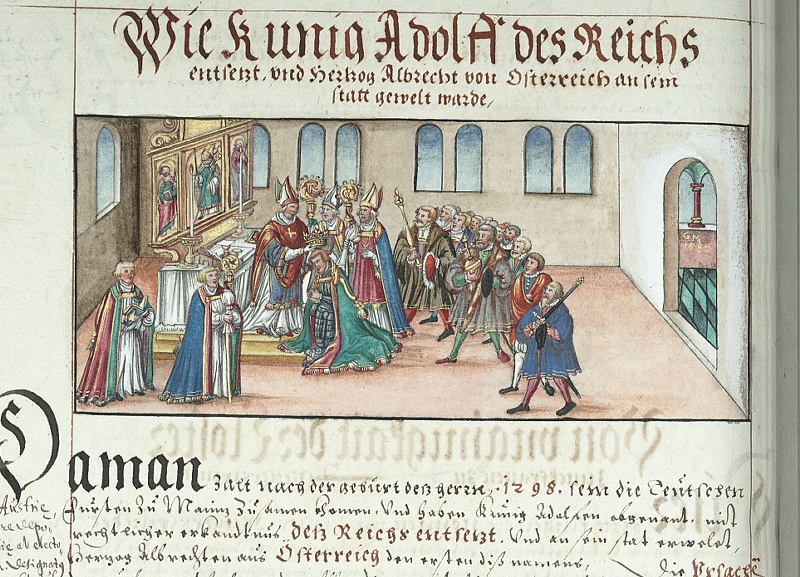
Sesazení Adolfa a zvolení Albrechta Habsburského novým římským králem

Adolf si v říši získával svou politikou v Míšni i v zahraničí stále více odpůrců. Jeho nevybíravé metody při prosazování územních požadavků i ochota bojovat za anglickou úplatu proti francouzskému králi Filipu Sličnému se stala terčem ostré kritiky. Na základě podpory českého krále, vyjádřené zejména zasláním finančních prostředků na získání vojska, i podpory dalších kurfiřtů se Albrecht Habsburský odhodlal k otevřené konfrontaci s Adolfem Nasavským. Dne 23. června 1298 se v Mohuči sešli kurfiřti a prohlásili Adolfa za sesazeného. Namísto něj zvolili následující den jako nového vládce Svaté říše římské Albrechta Habsburského.
Rozhodující bitva proběhla 2. července 1298 u Göllheimu, ve které Adolf padl a jeho vojsko se poté rozuteklo. Epizoda vlády nasavského rodu v říši tak skončila. Adolf byl pohřben v cisterciáckém klášteře Rosenthal a v roce 1309 jej nechal nový římský král Jindřich VII. převézt a pohřbít ve špýrském dómu.